# Halmlageret
Halmlageret eller Kongens bryghus tapperi er en bevaringsværdig bygning på Thorvald Bindesbølls Plads i Carlsberg Byen i København.

## Historie
Bygningen er opført 1949 efter tegninger af arkitekten Tyge Hvass. Halmlagerets oprindelige formål var tapning af øl. Tapperiet i bygningen var så effektivt at man kunne tappe op til 10.000 flasker i timen. I løbet af 1970erne blev bygningen omdannet til skole for de af Carlsbergs ansatte, som skulle lære at køre lastvogn. I 1992 byggede man nye stalde til bryggerhestene, hvorefter bygningen blev brugt til opbevaring af halm. Der kommer navnet Halmlageret så fra.

Halmlageret i dag
Halmlageret er i dag fitness for fitnesskæden Fitness 1.